# Japan Soccer League 1968
Die Japan Soccer League 1968 war die vierte Spielzeit der japanischen Japan Soccer League. An ihr nahmen 8 Vereine teil. Meister wurden die Toyo Industries.

## Ergebnisse
| Pl. | Verein                      | Sp. | S  | U | N  | Tore    | Diff. | Punkte |
| --- | --------------------------- | --- | -- | - | -- | ------- | ----- | ------ |
| 1.  | Toyo Industries             | 14  | 10 | 1 | 3  | 031:110 | +20   | 21     |
| 2.  | Yanmar Diesel               | 14  | 7  | 5 | 2  | 029:180 | +11   | 19     |
| 3.  | Mitsubishi Heavy Industries | 14  | 7  | 4 | 3  | 025:180 | +7    | 18     |
| 4.  | Yawata Steel                | 14  | 7  | 3 | 4  | 032:190 | +13   | 17     |
| 5.  | Furukawa Electric           | 14  | 7  | 3 | 4  | 024:170 | +7    | 17     |
| 6.  | Nagoya Mutual Bank          | 14  | 3  | 3 | 8  | 017:250 | −8    | 09     |
| 7.  | Hitachi                     | 14  | 3  | 2 | 9  | 017:310 | −14   | 08     |
| 8.  | Nippon Kokan                | 14  | 0  | 3 | 11 | 010:460 | −36   | 03     |

## Preise

### Torschützenkönige
- Kunishige Kamamoto (14 Tore) (Yanmar Diesel)

### Best XI
- Kenzō Yokoyama (Mitsubishi Heavy Industries)
- Hiroshi Katayama (Mitsubishi Heavy Industries)
- Masakatsu Miyamoto (Furukawa Electric)
- Mitsuo Kamata (Furukawa Electric)
- Aritatsu Ogi (Toyo Industries)
- Yoshitada Yamaguchi (Hitachi)
- Shigeo Yaegashi (Furukawa Electric)
- Teruki Miyamoto (Yawata Steel)
- Ryūichi Sugiyama (Mitsubishi Heavy Industries)
- Kunishige Kamamoto (Yanmar Diesel)
- Masashi Watanabe (Yawata Steel)